# Polla pintada europea
La polla pintada, pigarda, picarda, picardona d'aigua (Porzana porzana) és una espècie d'ocell de la família dels ràl·lids (Rallidae) molt difícil de veure.

## Descripció
- Fa 23 cm de llargada.
- El dors és de color terrós fosc amb ratlles i mosques blanques.
- Les ales són curtes i de color terrós.
- Les potes són verdoses i el bec, groc, vermell a la base.
- El pit és gris i les infracobertores caudals de color ocre.

## Hàbitat
Viu entre el canyís i tota mena de vegetació litoral.

## Costums
És un ocell migrant, hivernant i, potser, nidificant a les nostres comarques. Aquesta espècie pot ésser observada a totes les zones humides dels Països Catalans, sobretot durant l'època migratòria.